# Hol
Hol er en kommune i Buskerud fylke i Norge.
Den grænser i nord til Lærdal, i nord og øst til Ål, i syd til Nore og Uvdal, og i vest til Eidfjord, Ulvik og Aurland.
Den var en del af Viken fylke som blev etableret 1. januar 2020, men opløst fra 1. januar 2024.

## Areal og befolkning
De fleste af indbyggerne bor i landsbyerne Hol, Hovet, Geilo, Ustaoset og Haugastøl.
Hol er en typisk fjeldkommune hvor 91 % af arealet ligger over 900 moh. Folarskardnuten (1.933 moh.) der er det højeste punkt i kommunen, er end del af bjergryggen Hallingskarvet.
Rigsvej 40 kommer fra syd; I den sydlige ende af kommunen ligger bygden Dagali, som har Buskeruds eneste flyveplads, Dagali lufthavn. Videre op gennem Skurdalen og Kikut og ender i Geilo, som er den mest kendte by og et af Norges mest populære vintersportssteder. Rigsvej 7 går videre vestover i kommunen, fordi andre kendte steder som Ustaoset og Haugastøl før den fortsætter over Hardangervidda ned mod Vestlandet.
Østover fra Geilo, går Rigsvej 7 gennem Kvisla, før den når vejknudepunktet Hagafoss. Fra Hagafoss går Rigsvej 50 vestover og passerer kommunecenteret Hol, videre forbi Hovet før den kommer til Sudndalen og Strandavatn.
Fra Hagafoss fortsætter vejen også østover ned Mogrenda, før man kommer til Kleivi, som er på grænsen til Ål. I Kleivi ligger også kommunens eneste erhvervspark.

## Seværdigheder
- Hol gamle kirke
- Hol Kirke
- Hol Bygdemuseum

## Personer fra Hol
- Pål Olson Grøt († 1906), rosemaler[4]
- Olav Sletto († 1963), forfatter, lærer[5]
- Guri Johannessen († 1972), politiker, stortingsrepræsentant
- Lars Reinton († 1987)[6]
- Magne Myhren († 2015)[7]
- Knut Bry (1946–), fotograf[8]